# Цвирко, Игорь Геннадьевич
И́горь Генна́дьевич Цвирко́ (род. 25 августа 1989, Одинцово, Московская область) — российский артист балета, премьер балета Большого театра, трижды номинант на театральную премию «Золотая маска».

## Биография
Родился 25 августа 1989 в городе Одинцово Московской области. В 1999 году поступил в Московскую государственную академию хореографии. В 2007 году окончил академию с отличием по классу Александра Ивановича Бондаренко, после выпуска был принят в труппу Большого театра. С 2013 года возведен в ранг солиста, в 2014 — первый солист, с 2015 — ведущий солист, мастер сцены. Его репетиторами были Михаил Леонидович Лавровский и Александр Викторович Петухов. Сейчас занимается под руководством Александра Ветрова.
В 2022 году возведен в ранг премьера Большого театра.
В октябре 2024 года принимал участие в международных гастролях Большого театра, исполнив заглавную роль в балете «Спартак» в рамках XXIII Международного фестиваля искусств в Шанхае.

### Личная жизнь
Был женат на артистке балета Саварской Евгении.
 У них растёт сын.
Летом 2021 года женился на Кристине Кретовой — артистке балета Большого театра.

## Репертуар

### Большой театр
2007 год
- Партия в балете «Класс-концерт» (на музыку А. Глазунова, А. Лядова, А. Рубинштейна, Д. Шостаковича, хореография А. Мессерера)
- Учитель танцев («Золушка» С. Прокофьева, хореография Ю. Посохова, режиссер Ю. Борисов)
- Синьор Помидор («Чиполлино» К. Хачатуряна в постановке Г. Майорова)
- Финальный вальс и апофеоз («Щелкунчик» П. Чайковского, хореография Ю. Григоровича)

2008 год 
- Па де сис (участник премьеры в Большом театре), Гурн («Сильфида» Х. С. Левенскольда, хореография А. Бурнонвиля в редакции Й. Кобборга)
- Ален («Тщетная предосторожность» Л. Герольда, хореография Ф. Аштона)
- Магедавея, танец с барабаном («Баядерка» Л. Минкуса, хореография М. Петипа в редакции Ю. Григоровича)
- Пара в фиолетовом («Русские сезоны» на музыку Л. Десятникова в постановке А. Ратманского) — был в числе первых исполнителей балета в Большом театре.

2009 год
- Мазурка («Коппелия» Л. Делиба, хореография М. Петипа и Э. Чекетти, постановка и новая хореографическая редакция С. Вихарева)
- Бандиты («Золотой век» Д. Шостаковича в постановке Ю. Григоровича)
- Гармонист («Светлый ручей» Д. Шостаковича в постановке А. Ратманского)
- Квазимодо («Эсмеральда» Ц. Пуни, хореография М. Петипа, постановка и новая хореография Ю. Бурлаки, В. Медведева)

2010 год
- Марсельский танец («Пламя Парижа» Б. Асафьева в постановке А. Ратманского с использованием хореографии В. Вайнонена)
- Друзья Тибальда («Ромео и Джульетта» С. Прокофьева в постановке Ю. Григоровича)
- Конюхи, Арап («Петрушка» И. Стравинского, хореография М. Фокина, новая хореографическая редакция С. Вихарева)
- Кот в сапогах («Спящая красавица» П. Чайковского, хореография М. Петипа в редакции Ю. Григоровича)
- Квинтет («Herman Schmerman» Т. Виллемса, хореография У. Форсайта)

2011 год 
- Флоран, друг Феба («Эсмеральда» Ц. Пуни, хореография М. Петипа, постановка и новая хореография Ю. Бурлаки, В. Медведева)
- Партия в балете «Chroma» Дж. Тэлбота, Дж. Уайта (хореография У. МакГрегора) — участник премьеры в Большом театре
- Партия в балете «Симфония псалмов» на музыку И. Стравинского (хореография И. Килиана) — участник премьеры в Большом театре
- Четыре пастуха (фрагмент балета «Спартак», показанный в концерте в честь открытия исторической сцены Большого театра)
- Злая Фея Карабос («Спящая красавица»)

2012 год
- Русская кукла («Щелкунчик»)
- Четыре щеголя («Анюта» на музыку В. Гаврилина, хореография В. Васильева)
- Танец невольников («Корсар» А. Адана, хореография М. Петипа, постановка и новая хореография А. Ратманского и Ю. Бурлаки)
- Па де труа в «Изумрудах» (I части балета «Драгоценности») на музыку Г. Форе (хореография Дж. Баланчина) — участник премьеры в Большом театре
- Дуэт («Dream of Dream» на музыку С. Рахманинова в постановке Й. Эло)
- Две пары («Классическая симфония» на музыку С. Прокофьева в постановке Ю. Посохова)
- Первая вариация в па д’аксьон, Джон Буль/Пассифонт («Дочь фараона» Ц. Пуни в постановке П. Лакотта по М. Петипа)
- Опричники («Иван Грозный» на музыку С. Прокофьева, хореография Ю. Григоровича)
- Па де де («Жизель» А. Адана, хореография Ж. Коралли, Ж. Перро, М. Петипа в редакции Ю. Григоровича)
- Трубочист («Мойдодыр» Е. Подгайца в постановке Ю. Смекалова)
- Черт («Щелкунчик»)

2013 год
- Золотой божок («Баядерка»)
- Пешеходы, странная игра, эмбрионы («Квартира», музыка Fleshquartet, постановка М. Эка)
- Три пастуха («Спартак» А. Хачатуряна, хореография Ю. Григоровича)
- Меркуцио («Ромео и Джульетта»)
- Шут («Лебединое озеро» П. Чайковского во второй редакции Ю. Григоровича)
- Марко Спада, Пепинелли (первый исполнитель в Большом театре) («Марко Спада» на музыку Д. Ф. Э. Обера, хореография П. Лакотта по Ж. Мазилье)

2014 год
- Базиль («Дон Кихот» Л. Минкуса, хореография М. Петипа, А. Горского в редакции А. Фадеечева)
- Граф N («Дама с камелиями» на музыку Ф. Шопена, хореография Дж. Ноймайера)
- Сарацинский танец («Раймонда» А. Глазунова, хореография М. Петипа в редакции Ю. Григоровича)
- Гортензио («Укрощение строптивой» на музыку Д. Шостаковича, хореография Ж.-К. Майо) — первый исполнитель
- Филипп («Пламя Парижа»)
- Шут, друзья Ферхада («Легенда о любви» А.Меликова, хореография Ю. Григоровича)

2015 год 
- Лаэрт («Гамлет» на музыку Д. Шостаковича в постановке Д. Доннеллана и Р. Поклитару) — первый исполнитель
- Главная партия в «Рубинах» (II части балета «Драгоценности») на музыку И. Стравинского (хореография Дж. Баланчина) — дебютировал на гастролях Большого театра в Гонконге
- Ферхад («Легенда о любви»)
- Злой гений («Лебединое озеро» во второй редакции Ю. Григоровича)
- Печорин («Герой нашего времени» И. Демуцкого, часть «Бэла», хореография Ю.Посохова, режиссер К. Серебренников) — первый исполнитель

пара в красном («Русские сезоны»)
2016 год 
- Партия в балете «Совсем недолго вместе» на музыку М. Рихтера и Л. ван Бетховена (хореография П. Лайтфута и С. Леон) — участник премьеры в Большом театре
- Конрад («Корсар»)
- Граф Альберт («Жизель» в редакции Ю. Григоровича)
- Беглец («Ундина» Х. В. Хенце, хореография В. Самодурова) — первый исполнитель
- Классический танцовщик («Светлый ручей»)
- Солор («Баядерка»)
- Абдерахман («Раймонда»)
- Щелкунчик-принц («Щелкунчик»)

2017 год 
- Премьеры («Этюды» на музыку К. Черни, хореография Х. Ландера)
- Петруччо («Укрощение строптивой»)
- Хозе («Кармен-сюита» Ж. Бизе — Р. Щедрина в постановке А. Алонсо)
- Пара в красном («Забытая земля» на музыку Б. Бриттена, хореография И. Килиана)
- Спартак («Спартак» Ю. Григорович)
- Меркуцио («Ромео и Джульетта» в постановке А. Ратманского) — первый исполнитель в Большом театре

2018 год
- Нуреев («Нуреев» И. Демуцкого, хореография Ю. Посохова, режиссер К. Серебренников)

2019 год
- Леонт («Зимняя сказка» Дж. Тэлбота, хореография К. Уилдона)
- Голубая птица («Спящая красавица»)
- Пётр («Светлый ручей»)
- Оффенбах («Парижское веселье» на музыку Ж. Оффенбаха в обработке М. Розенталя, хореография М. Бежара) — первый исполнитель в Большом театре
- Ведущий солист («Симфония до мажор» на музыку Ж. Бизе, хореография Дж. Баланчина, III часть)
- Иван Грозный («Иван Грозный»)

2020 год
- Солист («Всего лишь» на музыку Д. Лэнга, хореография С. Валастро, программа «Четыре персонажа в поисках сюжета») — участник мировой премьеры
- Солист («Угасание» на музыку Э. Гранадоса, хореография Д. Милева, программа «Четыре персонажа в поисках сюжета») — участник мировой премьеры
- Солист («Тишина» на музыку А. Пярта, хореография М. Шекса, программа «Четыре персонажа в поисках сюжета») — участник мировой премьеры
- Ведущий солист («Девятый вал» на музыку М. Глинки и Н. Римского-Корсакова, хореография Б. Ариаса, программа «Четыре персонажа в поисках сюжета»)

2021 год
- Треплев, Тригорин («Чайка» И. Демуцкого, хореография Ю. Посохова)
- Мастер («Мастер и Маргарита» на музыку А. Шнитке и М. Лазара, хореография Э. Клюга)

2022 год
- Джеймс («Сильфида»)
- Модест Алексеевич («Анюта»)
- Лето («Времена года» А. Глазунова, хореография А. Белякова)

2023 год
- Герман («Пиковая дама» П. Чайковского–Ю. Красавина, хореография Ю.Посохова) — первый исполнитель (мировая премьера)

2024 год
- Принц Лимон («Чиполлино» К. Хачатуряна в постановке Г. Майорова) — первый исполнитель в рамках капитального возобновления А. Майоровой

### Венгерский национальный театр оперы и балета
- Князь Данило «Веселая вдова» (хореограф Рональд Ханд)
- Солист «The Vertiginous Thrill of Exactitude» (хореограф Уильям Форсайт)
- Базиль «Дон Кихот» (хореограф Горский Мессерер)
- Солист «Trois gnossiens» (хореограф Ханс Ван Манен)

### Михайловский театр
- Принц «Золушка» (хореограф Ростислав Захаров, восстановление Михаила Мессерера)
- Спартак «Спартак» (хореограф Георгий Ковтун)

## Фильмография
- 2014 — Пепинелли, Марко Спада на музыку Даниэля Обера в постановке Пьера Лакотта, Bel Air Classique

## Награды и звания
- 2013 — II премия и серебряная медаль XII Международного конкурса артистов балета в Москве.
- 2016 — «Танцовщик месяца» по версии журнала Dancing Times Magazine
- 2017 — премия журнала «Балет» «Душа танца» в номинации «Звезда»
- 2017 — номинация на премию «Золотая маска» в категории «Лучшая мужская роль в балете» (Беглец в балете «Ундина»)
- 2018 — Лучшая балетная пара фестиваля Dance Open (вместе с Екатериной Крысановой)
- 2019 — номинация на премию «Золотая маска» в категории «Лучшая мужская роль в балете/современный танец» (Меркуцио в балете «Ромео и Джульетта»)
- 2020 — номинация на премию «Золотая маска» в категории «Лучшая мужская роль в балете/современный танец» («Парижское веселье»)[8]